# Afraflacilla asorotica
Afraflacilla asorotica is een spinnensoort in de taxonomische indeling van de springspinnen (Salticidae).
Het dier behoort tot het geslacht Afraflacilla. De wetenschappelijke naam van de soort werd voor het eerst geldig gepubliceerd in 1890 door Eugène Simon.